# Matej Delač
Matej Delač, né le 20 août 1992 à Gornji Vakuf-Uskoplje en République de Bosnie-Herzégovine, est un footballeur croate jouant à l'AC Horsens.

## Biographie

### En club
Matej Delač est formé à l'Inter Zaprešić et fait ses débuts professionnels avec l'équipe première lors de la saison 2008-2009 en devenant le gardien numéro un à l'âge de seulement seize ans.
En 2010, Chelsea fait venir le jeune joueur pour la somme de trois millions d'euros. Deux semaines plus tard, il est prêté au Vitesse Arnhem, aux Pays-Bas mais ne joue aucun match.
Les saisons suivantes, il est prêté au České Budějovice, en République Tchèque, au Vitoria Guimarães puis dans son club formateur où il utilisé plus régulièrement que lors de ces précédents prêt.
En 2013, il est prêté quelques mois au FK Vojvodina Novi Sad. Lors de son arrivée en Serbie, il offre 6 000 € à un supporter  du club pour qu'il puisse soigner son cœur en France. Il joue régulièrement et prend part à six matchs de Ligue Europa.
Après un nouveau prêt au FK Sarajevo, il signe en prêt à l'AC Arles-Avignon en fin de mercato estival 2014 et ce, jusqu'à la fin de la saison. Après quelques rencontres, il quitte la formation provençale pour retourner en prêt au FK Sarajevo. Avec ce club, il remporte le Championnat de Bosnie-Herzégovine en 2015 et il reste dans le club bosnien la saison suivante. 
Pour la saison 2016-2017, il est prêté au club belge de Royal Excel Mouscron pour être le numéro un du club.

### En sélection
En 2009, à la suite de la blessure du troisième gardien de la sélection croate, Stipe Pletikosa, le sélectionneur croate décide de faire appel à Matej Delač à seulement 17 ans. Il devient alors le plus jeune joueur à être sélectionné avec la Croatie. 

## Statistiques
| Saison                | Club                        | Championnat           | Championnat | Championnat | Coupe nationale | Coupe nationale | Coupe de la Ligue | Coupe de la Ligue | Compétition(s) continentale(s) | Compétition(s) continentale(s) | Compétition(s) continentale(s) | Total | Total |
| Saison                | Club                        | Division              | M.          | B.          | M.              | B.              | M.                | B.                | Comp.                          | M.                             | B.                             | M.    | B.    |
| 2008-2009             | Inter Zaprešić              | Prva HNL              | 15          | 0           | 1               | 0               | -                 | -                 | -                              | -                              | -                              | 16    | 0     |
| 2009-2010             | Inter Zaprešić              | Prva HNL              | 23          | 0           | 1               | 0               | -                 | -                 | -                              | -                              | -                              | 24    | 0     |
| Sous-total            | Sous-total                  | Sous-total            | 38          | 0           | 2               | 0               | -                 | -                 | -                              | -                              | -                              | 40    | 0     |
| 2010-2011             | Vitesse Arnhem (prêt)       | Eredivisie            | -           | -           | -               | -               | -                 | -                 | -                              | -                              | -                              | 0     | 0     |
| 2011-2012             | České Budějovice (prêt)     | Gambrinus Liga        | 1           | 0           | 4               | 0               | -                 | -                 | -                              | -                              | -                              | 5     | 0     |
| 2012-2013             | Vitória Guimarães (prêt)    | Liga ZON Sagres       | -           | -           | 1               | 0               | -                 | -                 | -                              | -                              | -                              | 1     | 0     |
| 2012-2013             | Inter Zaprešić (prêt)       | Prva HNL              | 14          | 0           | -               | -               | -                 | -                 | -                              | -                              | -                              | 14    | 0     |
| 2013-2014             | Vojvodina Novi Sad (prêt)   | Jelen SuperLiga       | 10          | 0           | 2               | 0               | -                 | -                 | C3                             | 6                              | 0                              | 18    | 0     |
| 2013-2014             | FK Sarajevo (prêt)          | Premijer Liga         | 7           | 0           | -               | -               | -                 | -                 | -                              | -                              | -                              | 7     | 0     |
| 2014-2015             | AC Arles-Avignon (prêt)     | Ligue 2               | 11          | 0           | 1               | 0               | 2                 | 0                 | -                              | -                              | -                              | 14    | 0     |
| 2014-2015             | FK Sarajevo (prêt)          | Premijer Liga         | 14          | 0           | 1               | 0               | -                 | -                 | -                              | -                              | -                              | 15    | 0     |
| 2015-2016             | FK Sarajevo (prêt)          | Premijer Liga         | 12          | 0           | 1               | 0               | -                 | -                 | -                              | -                              | -                              | 13    | 0     |
| Sous-total            | Sous-total                  | Sous-total            | 26          | 0           | 2               | 0               | -                 | -                 | -                              | -                              | -                              | 28    | 0     |
| 2016-2017             | Royal Excel Mouscron (prêt) | Jupiler Pro League    | 28          | 0           | -               | -               | -                 | -                 | -                              | -                              | -                              | 28    | 0     |
| 2018-2019             | AC Horsens                  | Superliga             | 29          | 0           | 0               | 0               | -                 | -                 | -                              | -                              | -                              | 29    | 0     |
| 2019-2020             | AC Horsens                  | Superliga             | 21          | 0           | 5               | 0               | -                 | -                 | -                              | -                              | -                              | 26    | 0     |
| 2020-2021             | AC Horsens                  | Superliga             | 31          | 0           | 1               | 0               | -                 | -                 | -                              | -                              | -                              | 32    | 0     |
| 2021-2022             | AC Horsens                  | 1. Division           | 29          | 0           | -               | -               | -                 | -                 | -                              | -                              | -                              | 29    | 0     |
| 2022-2023             | AC Horsens                  | Superliga             | 27          | 0           | -               | -               | -                 | -                 | -                              | -                              | -                              | 27    | 0     |
| 2023-2024             | AC Horsens                  | 1. Division           | 27          | 0           | -               | -               | -                 | -                 | -                              | -                              | -                              | 27    | 0     |
| 2024-2025             | AC Horsens                  | 1. Division           | 26          | 0           | -               | -               | -                 | -                 | -                              | -                              | -                              | 26    | 0     |
| 2025-2026             | AC Horsens                  | 1. Division           | 4           | 0           | -               | -               | -                 | -                 | -                              | -                              | -                              | 4     | 0     |
| Sous-total            | Sous-total                  | Sous-total            | 194         | 0           | 6               | 0               | -                 | -                 | -                              | -                              | -                              | 200   | 0     |
| Total sur la carrière | Total sur la carrière       | Total sur la carrière | 329         | 0           | 18              | 0               | 2                 | 0                 | -                              | 6                              | 0                              | 355   | 0     |

## Palmarès
Matej Delač est Champion de Bosnie-Herzégovine avec le FK Sarajevo en 2015.
Il est également champion de deuxième division danoise en 2022 avec l'AC Horsens.